# Hillsborough Park

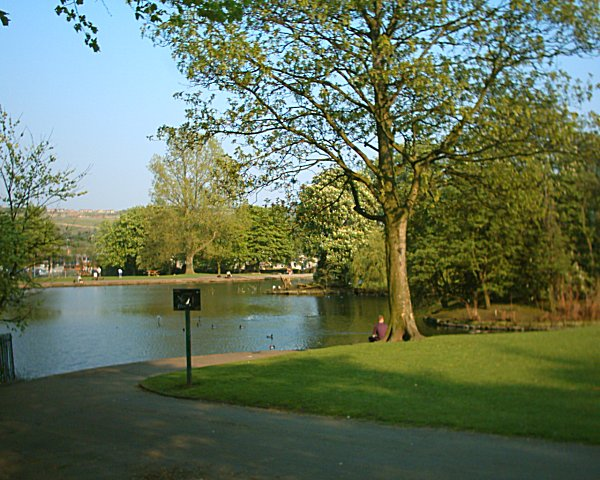
Hillsborough Park, 2006

Hillsborough Park is een park in de wijk Hillsborough in het noorden van Sheffield. Het is eigendom van de stad Sheffield en ligt tegenover het Hillsborough stadion, de thuisbasis van voetbalclub Sheffield Wednesday FC. In 1989 vond daar de Hillsboroughramp plaats.
In 1897 liet de Sheffieldse familie Dixon het park aanleggen rond Hillsborough Hall, een landhuis dat thans in gebruik is als bibliotheek. In het park bevinden zich onder andere een ommuurde botanische tuin, een meer met kunstmatige eilandjes en een rugbyveld.